# Línea R-3a (Regionales AM)

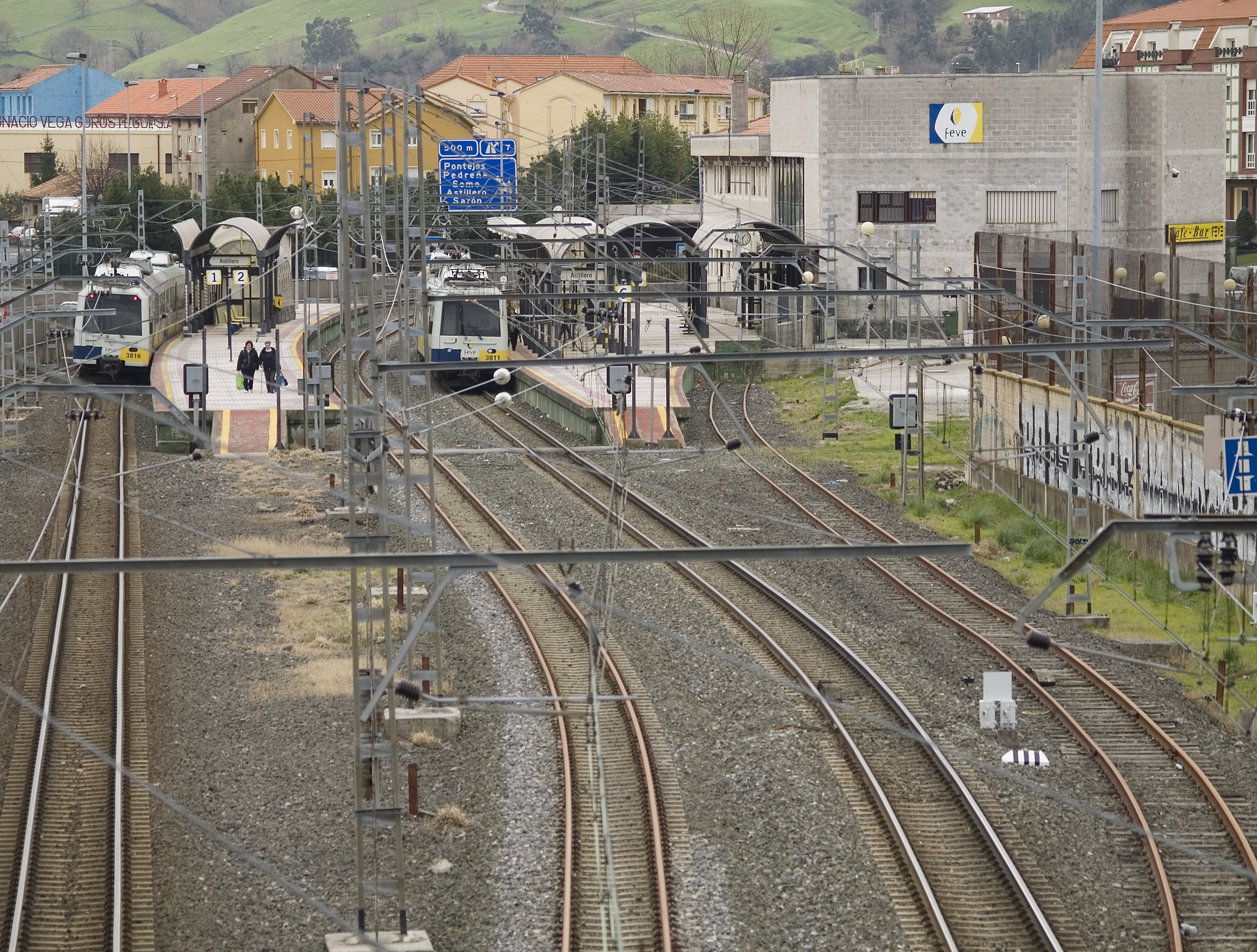
Estación de Astillero (C3, R3a), servida por Renfe Cercanías AM.

La línea R-3a, de Renfe Cercanías AM, ofrece servicios de cercanías, enlazando Santander con el municipio de Marrón, en el extremo este de la provincia de Cantabria. Comparte trazado y tronco común con la línea C3 desde Santander hasta Orejo, en Marina de Cudeyo, en el cual se bifurca y continúa hacia el este para dar servicio también a las comarcas de Trasmiera y Asón-Agüera, siguiendo, en este caso, el trazado propio del ferrocarril de Santander a Bilbao. Esta línea tiene un tren diario de madrugada hacia Santander y uno de vuelta al atardecer, y no tiene ningún tren en no laborables. Por tanto, la zona servida por el R3a usa también el tren mayor, R3f, con tres diarios en cada sentido. Estas frecuencias se establecieron como servicios mínimos en 2020 tras la pandemia. Desde entonces, no se han restablecido las frecuencias previas, con más trenes al día.
El trayecto comienza en Santander hacia el este, donde transcurre en tronco común con la . A diferencia de la R3f, esta línea para en Valle Real, La Cantábrica y San Salvador. Una vez bifurcado en Orejo, el tren sigue parando en todas las paradas. No lo hace así la R3f, en la que varias paradas tras la bifurcación son discrecionales.
Se trata de la única línea de toda la red de cercanías de Cantabria con una denominación externa, la cual considera la red del operador en general, donde es catalogada como una mera variante de la regional 3 del operador, o R-3, correspondiente al servicio regional entre Bilbao y Santander; también en Vizcaya existe un servicio similar, la línea de cercanías R-3a, entre Bilbao y Carranza (Ampuero). Al igual que la C-2, la R-3a para en todas las paradas del recorrido, a diferencia de la R-3, que omite las paradas que sirven a núcleos menores de población.
El 1 de enero de 2013, se disolvió la empresa FEVE en un intento del gobierno por unificar vía ancha y estrecha, encomendándose la titularidad de las instalaciones ferroviarias a Adif y la explotación de los servicios ferroviarios a Renfe Operadora, distinguiéndose la división comercial de Renfe Cercanías AM para los servicios de pasajeros y de Renfe Mercancías para los servicios de mercancías.
En 2023, se acometió la integración tarifaria en el núcleo de Cantabria, por la que las líneas C2f y C3f pasaron a formar parte del núcleo de Cercanías junto a la de ancho ibérico, pasando a ser C2 y C3. No fue así con la R3a.